# Mas Bassó
Mas Bassó és un edifici del municipi de Blanes (Selva) que forma part de l'Inventari del Patrimoni Arquitectònic de Catalunya.

## Descripció
Es tracta d'un immoble que segueix fil per randa, l'estructura prototípica o el patró característic constructiu de les masies d'aquesta contrada, és a dir: casa de dues plantes, i vessants a lateral. En la planta baixa, trobem un portal primitiu de llinda i una petita obertura rectangular. En el primer pis, tres obertures de petites dimensions rectangulars. Les obertures d'ambdós pisos, no disposen de cap valor remarcable ni d'interès. L'aspecte més destacat de la masia és la conjugació i convivència simultània de dos rellotges de sol. Es tracta de l'element dissonant que la diferencia i la distingeix de la resta de masies. Ja que d'entre les moltes masies explorades i visitades, no n'hi ha cap que la façana contempli dos rellotges de sol a la vegada, i ni molt menys de les dimensions mastodòntiques i megalòmanes del segon, el qual ocupa una quantitat significativa de l'espai físic de la façana.

## Història
En la masia es va dur a terme una restauració o rehabilitació, no se sap si de proporcions considerables o no, com molt bé ho testimonia el fet que en el punt on conflueixen els dos vessants, s'ha disposat un rajol que conté una inscripció amb la data de 1955.